# مرشح (محاكاة الدوامة الكبيرة)
المُرشح الذي يُدعى مُرشح محاكاة الدوامة الكبيرة هو عبارة عن عملية رياضية هدفها إزالة مجال القيم الصغيرة من الحل الذي ينتج عن معادلات نافييه-ستوكس. تأتي الصعوبة الرئيسية في محاكاة التدفقات المضطربة من المجال الواسع لقيم الطول والزمن، ونظرًا لذلك فإن مُرشح محاكاة الدوامة الكبيرة يجعل محاكاة التدفق المضطرب أقل كلفةً من خلال تقليل مجال الحلول التي يجب إيجادها. يُعتبر مرشح محاكاة الدوامة الكبيرة مرشحًا للتمرير المنخفض، مما يعني أنه يقوم بحذف الحلول ذات الترددات العالية.

## مرشحات متجانسة

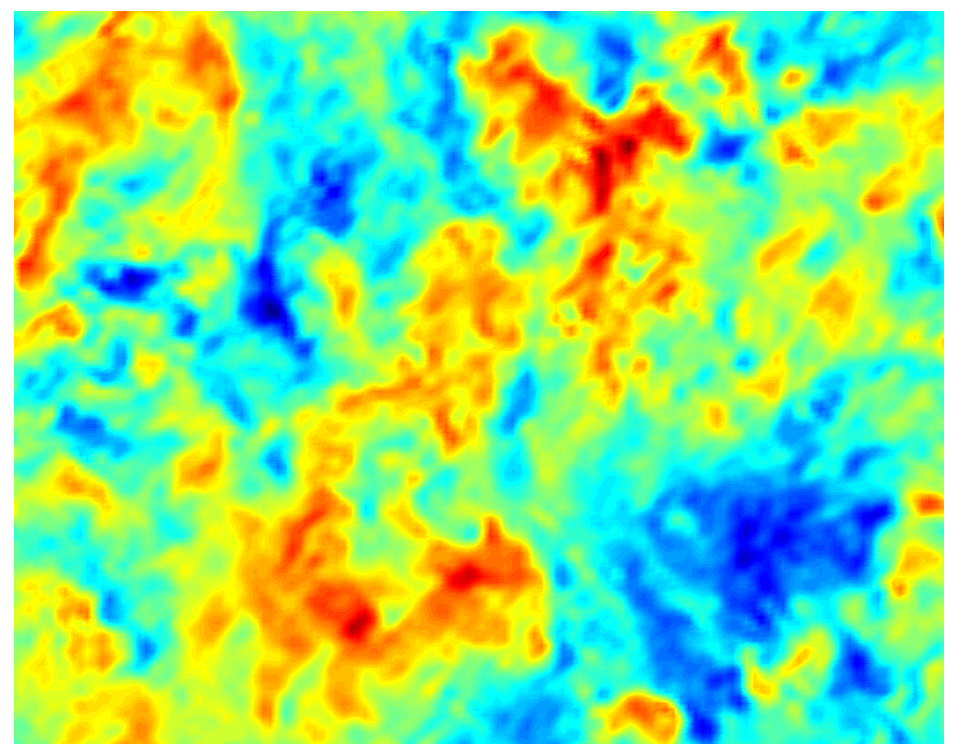
شكل يبين حقل سرعة ناتج عن محاكاة عددية مباشرة لاضطراب تحلل متجانس. حجم المجال.

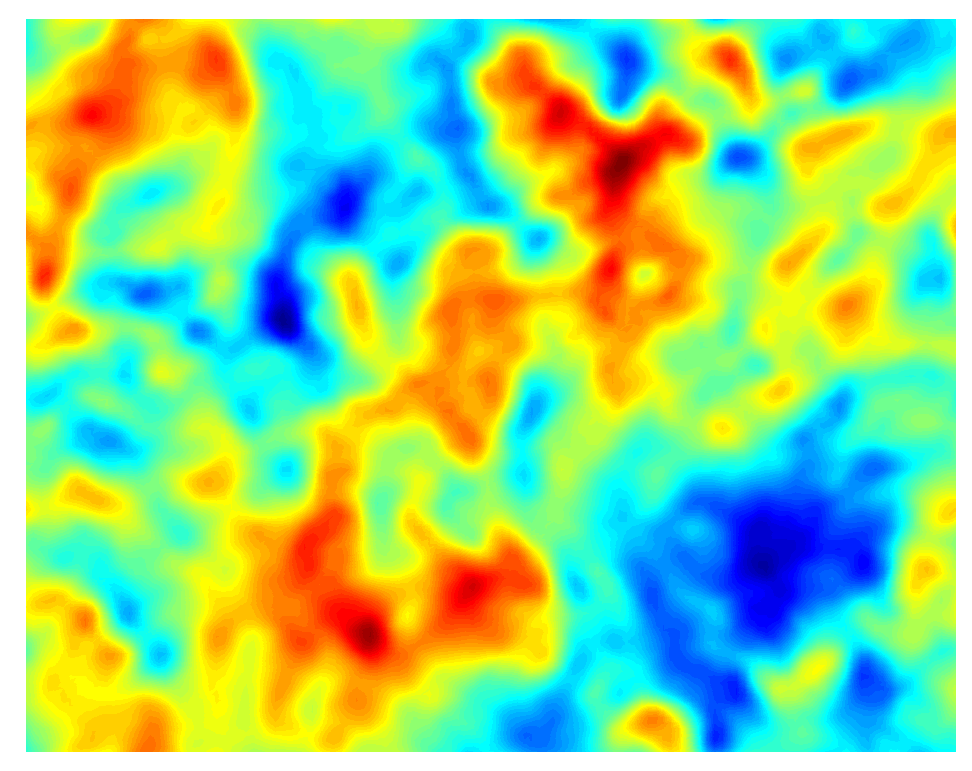
نتيجة تصفية حقل السرعة السابق باستخدام مرشح الصندوق و

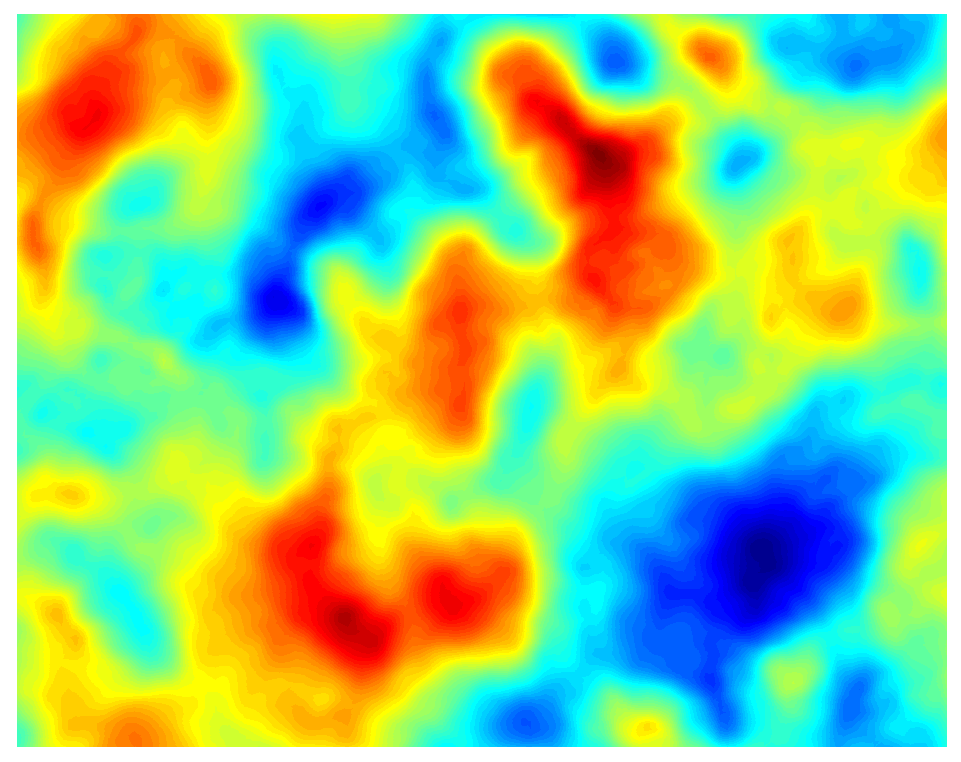
نتيجة تصفية حقل السرعة السابق باستخدام مرشح الصندوق و

### التعريف في الفضاء المادي
يمكن تطبيق عملية الترشيح ذات التمرير المنخفض المستخدمة في مرشح محاكاة الدوامة الكبيرة على كلا المجالين المكاني والزماني. إذًا قد تكون عملية مرشح محاكاة الدوامة الكبيرة مكانية أو زمنية أو كليهما.

يُعرَّف الحقل المُرشّح، من خلال الصيغة التالية:  
{\displaystyle {\overline {\phi ({\boldsymbol {x}},t)}}=\displaystyle {\int _{-\infty }^{\infty }}\int _{-\infty }^{\infty }\phi ({\boldsymbol {r}},t^{\prime })G({\boldsymbol {x}}-{\boldsymbol {r}},t-t^{\prime })dt^{\prime }d{\boldsymbol {r}},}
حيث {\displaystyle G} هي نواة خاصة تختلف باختلاف المرشح المستخدم. يمكن كتابة المعادلة السابقة على النحو التالي:
{\displaystyle {\overline {\phi }}=G\star \phi .}
تستخدم نواة المرشح {\displaystyle G} قيم الطول والوقت، المشار إليها {\displaystyle \Delta } و {\displaystyle \tau _{c},} على التوالي. يتم التخلص من القيم الأصغر من الحقل المُرشّح {\displaystyle {\overline {\phi }}} باستخدام هذا التعريف، أي أنّ مجال {\displaystyle \phi } يمكن تقسيمه إلى جزء مُرشح وإلى جزء آخر مُرشح فرعيًا (يُشار إليه برمز آخر)، كما يلي:
{\displaystyle \phi ={\bar {\phi }}+\phi ^{\prime }.}
يمكن كتابة الصيغة السابقة على الشكل التالي:
{\displaystyle \phi ^{\prime }=\left(1-G\right)\star \phi .}

### التعريف في الفضاء الطيفي
تُزيل عملية الترشيح القيم ذات الترددات العالية، وبالتالي يمكن تفسير العملية في فضاء فورييه على الشكل التالي:

لنفرض وجود حقل عددي نرمز له {\displaystyle \phi ({\boldsymbol {x}},t)} .

يكون تحويل فورييه لهذا الحقل على الشكل التالي{\displaystyle {\hat {\phi }}({\boldsymbol {k}},\omega )} وهو دالة لكل من الرمزين {\displaystyle {\boldsymbol {k}}} والذي يُعبر عن رقم الموجة المكانية، و {\displaystyle \omega } وهو التردد الزمني.
إذًا تحويل فورييه الذي نرمز له {\displaystyle {\hat {\phi }}} يمكن ترشيحه بواسطة {\displaystyle {\hat {G}}({\boldsymbol {k}},\omega )} من خلال المعادلة التالية:
{\displaystyle {\overline {\hat {\phi }}}({\boldsymbol {k}},\omega )={\hat {\phi }}({\boldsymbol {k}},\omega ){\hat {G}}({\boldsymbol {k}},\omega )}
أو،
{\displaystyle {\overline {\hat {\phi }}}={\hat {G}}{\hat {\phi }}.}
عرض المرشح {\displaystyle \Delta } له رقم موجة قطع مرتبط {\displaystyle k_{c}}، وعرض المرشح الزمني {\displaystyle \tau _{c}} له أيضًا تردد قطع مرتبط {\displaystyle \omega _{c}}.
عندها يُعبر عن الجزء غير المرشح من {\displaystyle {\hat {\phi }}} من خلال:
{\displaystyle {\hat {\phi ^{\prime }}}=(1-{\hat {G}}){\hat {\phi }}.}

### خصائص المرشح المتجانس
يجب أن تفي مرشحات محاكاة الدوامة الكبيرة المتجانسة بمجموعة الخصائص التالية عند تطبيقها على معادلات نافييه-ستوكس. 
1. حفظ الثوابت
يجب أن تكون قيمة الثابت بعد الترشيح مساوية لقيمة الثابت بعد الترشيح،
{\displaystyle {\overline {a}}=a,}
مما يُعطي،
{\displaystyle \int _{-\infty }^{\infty }\int _{-\infty }^{\infty }G({\boldsymbol {\xi }},t^{\prime })d^{3}{\boldsymbol {\xi }}dt^{\prime }=1.}
2. الخطية
{\displaystyle {\overline {\phi +\psi }}={\overline {\phi }}+{\overline {\psi }}.}
3. يجب على المشتقات أن تحقق ما يلي
{\displaystyle {\overline {\frac {\partial \phi }{\partial s}}}={\frac {\partial {\overline {\phi }}}{\partial s}},\qquad s={\boldsymbol {x}},t.}

## مرشحات غير متجانسة
عمليات الترشيح لجميع التدفقات باستثناء البسيطة منها، هي عمليات ترشيح غير متجانسة. هذا يعني أنّ التدفق إما له حدود غير دورية، مما يسبب مشاكل مع أنواع معينة من المرشحات، أو أنّ له عرض مرشح غير ثابت {\displaystyle \Delta }، أو كليهما.

## مرشحات محاكاة الدوامة الكلاسيكية الكبيرة

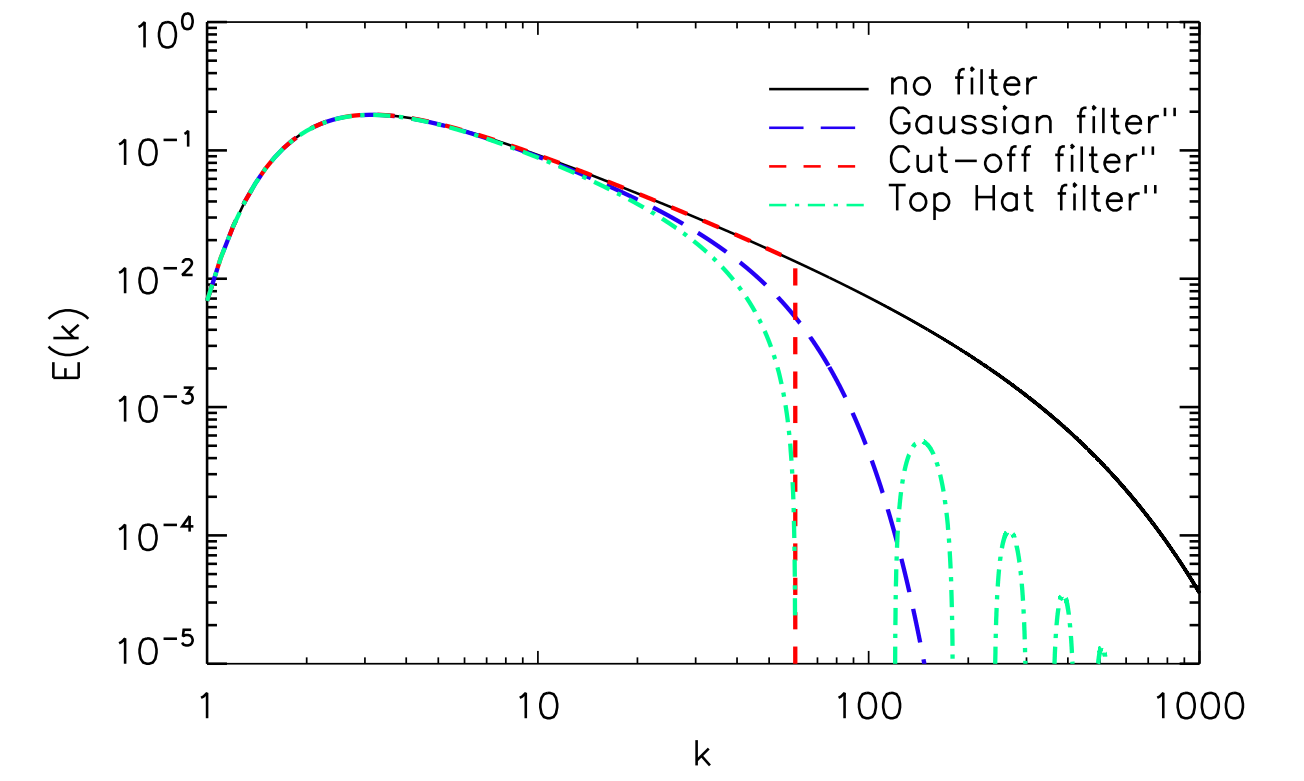
طيف الطاقة المضطرب، بالإضافة إلى تأثير عمليات الترشيح

هناك ثلاثة مرشحات تستخدم عادة للترشيح المكاني في محاكاة الدوامة الكبيرة 

### مرشح الصندوق

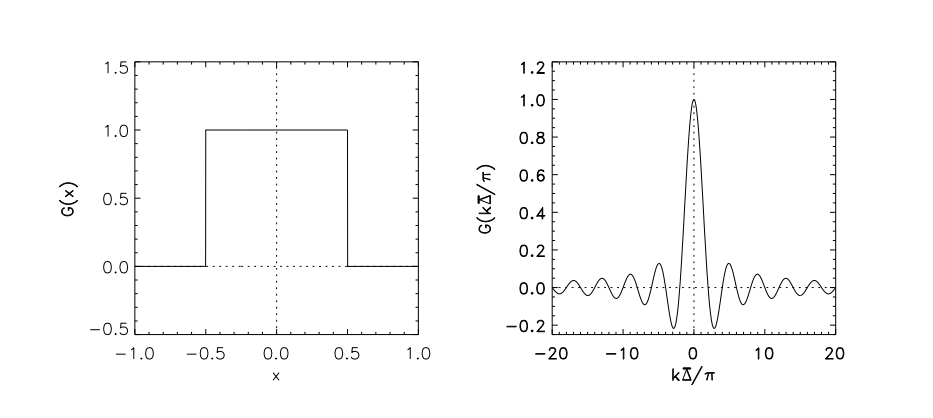
مرشح الصندوق في الفضاء المادي والطيفي

يُعبر عن نواة المرشح في الفضاء المادي من خلال المعادلة التالية:
{\displaystyle G({\boldsymbol {x}}-{\boldsymbol {r}})={\begin{cases}{\frac {1}{\Delta }},&{\text{if}}\left|{\boldsymbol {x}}-{\boldsymbol {r}}\right|\leq {\frac {\Delta }{2}},\\0,&{\text{otherwise}}.\end{cases}}}
وبُعبر عن نواة المرشح في الفضاء الطيفي من خلال:
{\displaystyle {\hat {G}}({\boldsymbol {k}})={\frac {\sin {({\frac {1}{2}}k\Delta )}}{{\frac {1}{2}}k\Delta }}.}

### مرشح جاوس

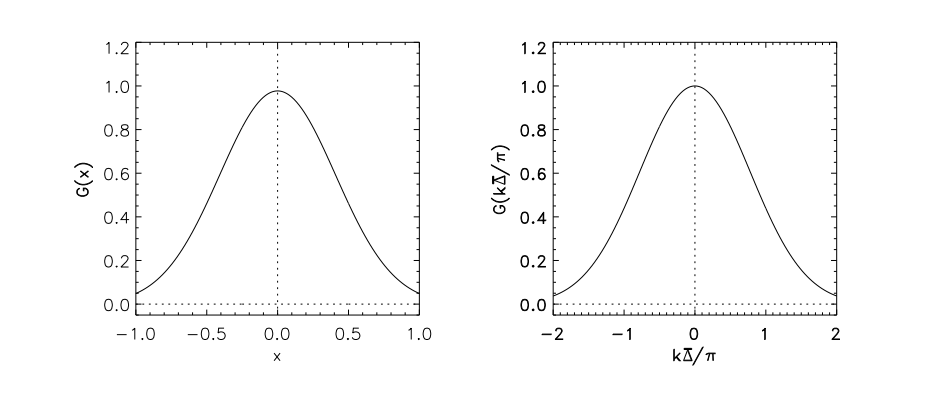
مرشح غاوسي في الفضاء المادي والطيفي

يُعبر عن نواة المرشح في الفضاء المادي من خلال المعادلة التالية:
{\displaystyle G({\boldsymbol {x}}-{\boldsymbol {r}})=\left({\frac {6}{\pi \Delta ^{2}}}\right)^{\frac {1}{2}}\exp {\left(-{\frac {6({\boldsymbol {x-r}})^{2}}{\Delta ^{2}}}\right)}.}
وبُعبر عن نواة المرشح في الفضاء الطيفي من خلال:
{\displaystyle {\hat {G}}({\boldsymbol {k}})=\exp {\left(-{\frac {{\boldsymbol {k}}^{2}\Delta ^{2}}{24}}\right)}.}

### مرشح طيفي حاد

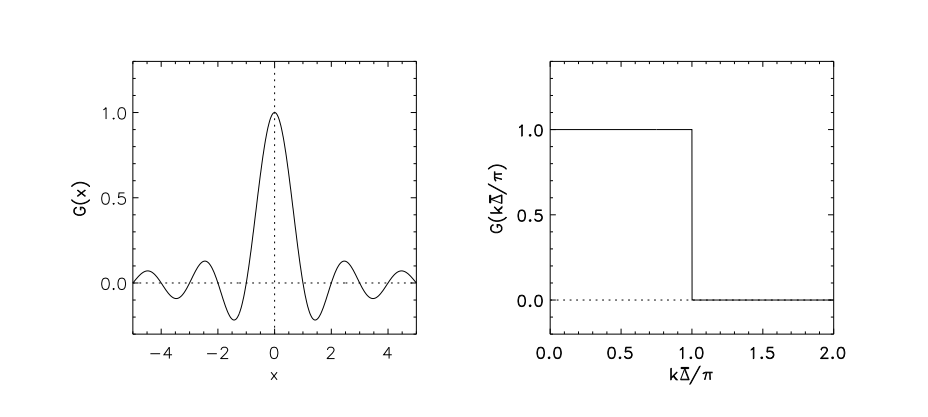
مرشح طيفي حاد في الفضاء المادي والطيفي

يُعبر عن نواة المرشح في الفضاء المادي من خلال المعادلة التالية:
{\displaystyle G({\boldsymbol {x}}-{\boldsymbol {r}})={\frac {\sin {(\pi ({\boldsymbol {x-r}})/\Delta )}}{\pi ({\boldsymbol {x-r}})}}.}
يتم إعطاء نواة المرشح في الفضاء الطيفي بواسطة:
{\displaystyle {\hat {G}}({\boldsymbol {k}})=H\left(k_{c}-\left|k\right|\right),\qquad k_{c}={\frac {\pi }{\Delta }}.}